# Nöttjärnen (Ragunda socken, Jämtland)
Nöttjärnen är en sjö i Ragunda kommun i Jämtland och ingår i Indalsälvens huvudavrinningsområde. Sjön har en area på 0,0964 kvadratkilometer och ligger 352,2 meter över havet. Sjön avvattnas av vattendraget Nöttjärnbäcken.

## Delavrinningsområde
Nöttjärnen ingår i det delavrinningsområde (700081-152212) som SMHI kallar för Mynnar i Indalsälvens vattendragsyta. Medelhöjden är 318 meter över havet och ytan är 17,05 kvadratkilometer. Det finns inga avrinningsområden uppströms utan avrinningsområdet är högsta punkten. Nöttjärnbäcken som avvattnar avrinningsområdet har biflödesordning 2, vilket innebär att vattnet flödar genom totalt 2 vattendrag innan det når havet efter 117 kilometer. Avrinningsområdet består mestadels av skog (90 procent). Avrinningsområdet har 0,1 kvadratkilometer vattenytor vilket ger det en sjöprocent på 0,6 procent.